# Hôtel de la Surintendance des Bâtiments (Compiègne)
Pour les articles homonymes, voir Hôtel de la Surintendance des Bâtiments.
L'hôtel de la Surintendance des Bâtiments du Roi est situé à Compiègne, dans le département de l'Oise.

## Historique
Ce bâtiment accueillant la Surintendance des Bâtiments est construit au XVIIIe siècle.
L'édifice est inscrit au titre des monuments historiques par arrêté du 14 septembre 1949.